# Daryl Hine
William Daryl Hine (Burnaby, 24 febbraio 1936 – Evanston, 20 agosto 2012) è stato un poeta, traduttore e critico letterario canadese.

## Biografia
Daryl Hine nacque a Burnaby e crebbe a New Westminster, figlio adottivo di Robert Fraser ed Elsie James Hine. Studiò alla McGill University e successivamente conseguì il dottorato di ricerca in letterature comparate all'Università di Chicago nel 1967. Nei due decenni successivi insegnò nella sua alma mater, alla Northwestern University e all'Università dell'Illinois. Nel 1980 gli fu assegnata la Guggenheim Fellowship, mentre nel 1986 fu premiato con la MacArthur Fellowship.
Dichiaratamente gay dal 1975, fu impegnato in una relazione trentennale con il filosofo Samuel Todes. Morì ad Evanston nell'agosto del 2012 all'età di settantasei anni.

## Opere (parziale)

### Prosa
- The Prince of Darkness & Co., Abelard-Schuman, 1961
- Polish Subtitles: Impressions from a Journey, Abelard-Schuman, 1962

### Poesia
- Five Poems, Emblem Books, 1955
- The Carnal and the Crane, Contact Press, 1957
- The Devil's Picture Book, Abelard, 1960
- Heroics: Five Poems, Grosswiller, 1961
- The Wooden Horse, Atheneum, 1965
- Minutes, Atheneum, 1968
- Resident Alien, Atheneum, 1975
- In and Out, Knopf, 1989
- Daylight Saving, Atheneum, 1978
- Selected Poems, Oxford University Press, 1980
- Academic Festival Overtures, Atheneum, 1985
- Postscripts, Random House, 1990
- Recollected Poems: 1951-2004, Fitzhenry & Whiteside, 2007.
- &: A Serial Poem, Fitzhenry & Whiteside, 2010
- A Reliquary and Other Poems, Fitzhenry & Whiteside, 2013

### Teatro
- A Mutual Flame, 1961
- The Death of Seneca, 1968
- Alcestis, 1972

### Traduzioni
- The Homeric Hymns and the Battle of the Frogs and Mice di Omero, Atheneum, 1972
- Selected Poems di Heinrich Heine, Atheneum (1981)
- Theocritus: Idylls and Epigrams di Teocrito, Atheneum, 1982
- Ovid's Heroines: A Verse Translation of the Heroides di Ovidio, Yale University Press, 1991
- Puerilities: Erotic Epigrams of The Greek Anthology, Princeton University Press, 2001
- Works of Hesiod and the Homeric hymns, University of Chicago Press (2005)